# クルクマ・ロスコエアナ

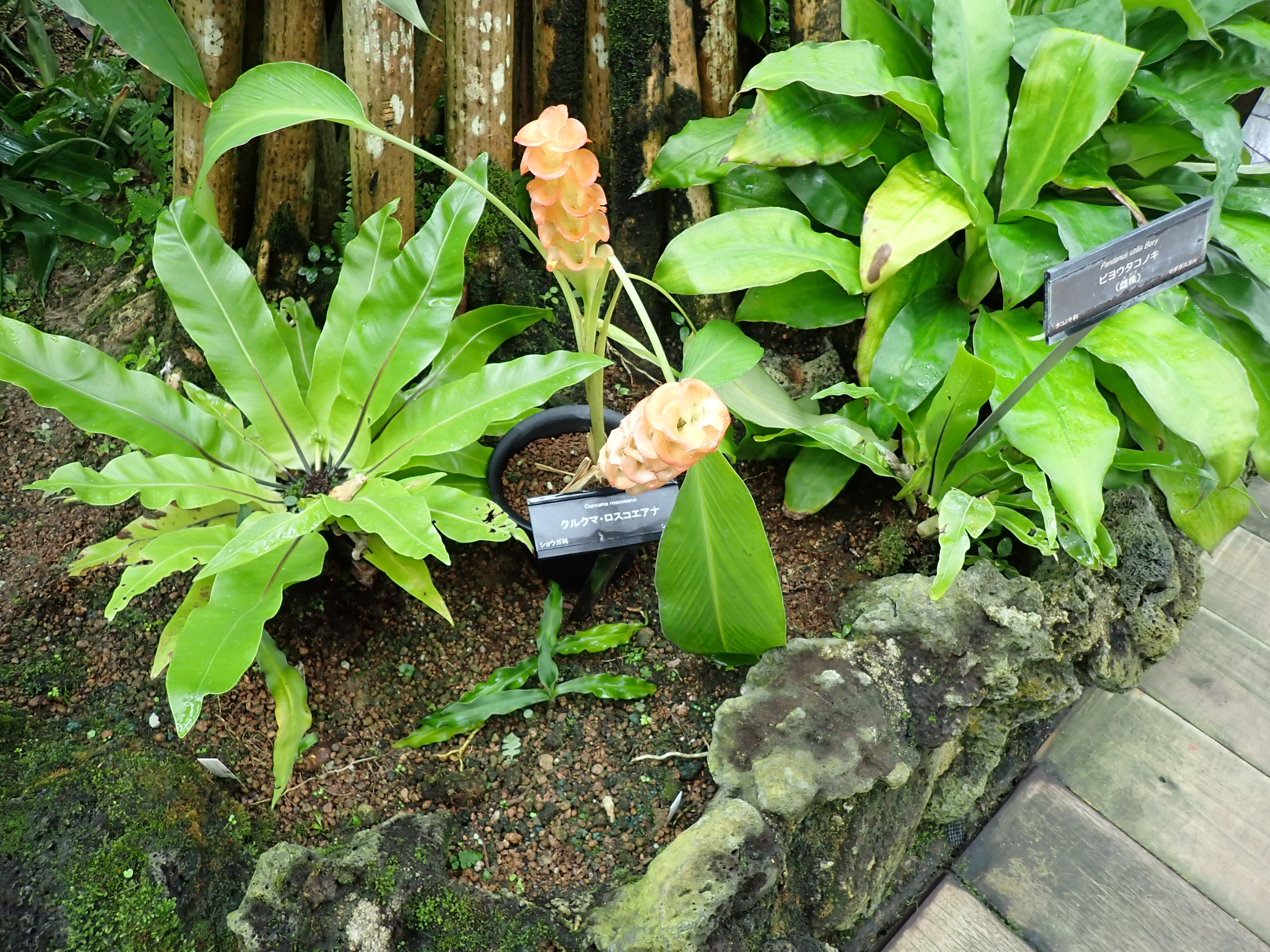
クルクマ・ロスコエアナ（2024年11月 大阪市 咲くやこの花館）

クルクマ・ロスコエアナ（学名：Curcuma roscoeana）はショウガ科ウコン属の常緑多年生草本。

## 特徴
高さ90 cm。根茎の表面は褐色で内側は白い。葉は長15–30 cm、卵形で葉表にツヤがあり緑色、葉脈は深緑色。頂生の穂状花序は長さ約20 cmで、橙色の花苞の中に明るい黄色の花をつける。開花期は夏。

## 分布と生育環境
Brickell (1996)はマレーシア原産としているが、POWOではタイ、ミャンマー、アンダマン諸島原産で、マレーシアの記述は無く、バングラデシュは原産地として疑わしいとしている。

## 利用
温室内で栽培。冬越しに最低気温18℃以上を要する。